# Ruschia leucosperma
Ruschia leucosperma är en isörtsväxtart som beskrevs av L. Bol. Ruschia leucosperma ingår i släktet Ruschia och familjen isörtsväxter. Inga underarter finns listade i Catalogue of Life.